# Friisholm
Friisholm er en dansk musikfilm fra 1973, der er instrueret af Bent Lorentzen efter eget manuskript.

## Handling
Musikalsk happening med cellisten Jørgen Friisholm.